# Alispoides
Alispoides é um gênero de mariposa pertencente à família Crambidae.